# Rumex pseudoalpinus
Rumex pseudoalpinus är en slideväxtart som beskrevs av Höfft. Rumex pseudoalpinus ingår i släktet skräppor, och familjen slideväxter. Inga underarter finns listade i Catalogue of Life.